# Jessalyn Van Trump
Jessalyn Van Trump (16 de enero de 1887 – 2 de mayo de 1939) fue una actriz estadounidense que trabajó durante la era del cine mudo. Nació en St Johns (Ohio), sin embargo, se mudó a Hollywood y comenzó a actuar cuando tenía 24 años. Apareció en más de 80 películas entre 1911 y 1928. Durante la década de 1910 a menudo aparecía con Pauline Bush.  Murió en Hollywood a los 52 años en 1939.

## Filmografía
| Año  | Película                    | Papel                   | Notas         |
| ---- | --------------------------- | ----------------------- | ------------- |
| 1911 | Alice's Sacrifice           | Alice                   |               |
| 1911 | Three Daughters of the West |                         |               |
| 1911 | The Smoke of the .45        | Hermana menor           |               |
| 1912 | The Pensioners              | Esposa del segundo hijo |               |
| 1912 | The End of the Feud         |                         |               |
| 1912 | Geronimo's Last Raid        |                         |               |
| 1913 | Calamity Anne's Beauty      |                         |               |
| 1913 | Cupid Never Ages            |                         |               |
| 1913 | Calamity Anne's Vanity      |                         |               |
| 1913 | Calamity Anne's Inheritance |                         |               |
| 1913 | The Restless Spirit         |                         |               |
| 1913 | Back to Life                | La encantadora          |               |
| 1913 | Rory o' the Bogs            |                         |               |
| 1913 | The Gratitude of Wanda      |                         |               |
| 1914 | A Turn of the Cards         |                         |               |
| 1914 | The Higher Law              |                         |               |
| 1919 | A Day's Pleasure            | Mujer callejera         | Sin acreditar |
| 1921 | Among Those Present         |                         | Sin acreditar |